# Weiss (merk)
Weiss is een historisch merk van motorfietsen.
De bedrijfsnaam was: Motorenfabrik Conrad Weiss, München.
De productie begon in 1926, in een periode dat juist honderden kleine Duitse merken die in het begin van de jaren twintig waren ontstaan ter ziele gingen. Ook Weiss bestond niet lang: in 1927 eindigde de productie weer.
Weiss bouwde motorfietsen met een tamelijk ongebruikelijke 148cc-viertaktmotor, die waarschijnlijk in eigen beheer gemaakt werd.